# スクムウィット線
スクムウィット線（スクムウィットせん、タイ語: สายสุขุมวิท、（英）Sukhumvit line） は、タイの首都・バンコクの鉄道網BTS、通称「スカイトレイン」に属する高架鉄道路線である。日本語ではスクンビット線、スクムビット線と表記する場合もある。

## 概要
運営会社は「Bangkok Mass Transit System Public Company Limited.（バンコク大衆輸送システム社）」。頭文字を取ってBTS(บี.ที.เอส)と呼ばれている。
バンコク首都圏の鉄道網においてはメトロ（地下鉄、MRT）を含め、各路線とも色による愛称が存在する。当線は「ライトグリーンライン」（（泰）สายสีเขียวอ่อน ）とされる
。
通常軌道による鉄道である。なお、タイ国有鉄道の路線とは異なり、軌間は標準軌（1,435 mm）であり、また電化方式も直流750 Vによる第三軌条集電方式である。全編成とも4両で運行されている。
同じくBTSのシーロム線とはサイアム駅にて接続する。通常時は営業列車が相互に乗り入れることはないが車両の仕様は共通であり、またシーロム線車両の入出庫はサイアム駅に設けられた連絡線を通りスクムウィット線に乗り入れている。

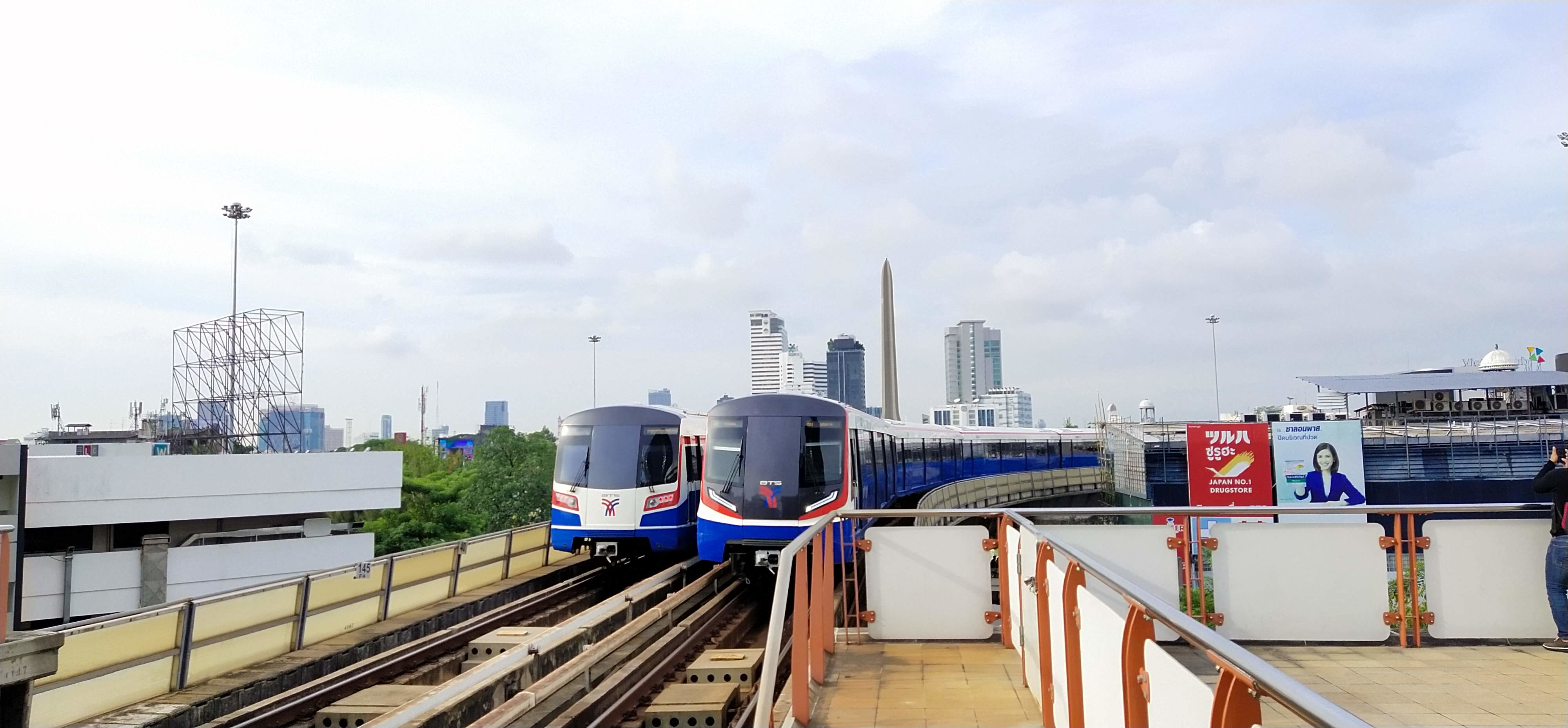

### 歴史
- 1999年12月5日【開業】

スクムウィット線 - モーチット - オンヌット
シーロム線 - サナームキラーヘンチャート - サパーンタークシン
- 2011年8月12日 【開業】オンヌット駅 - ベーリング駅 5.3 km
- 2017年4月3日 【開業】ベーリング駅 - サムロン駅[5]
- 2018年12月6日 【開業】サムロン駅 - ケーハ駅[6]
- 2019年
  - 8月9日 【開業】モーチット駅 - ハーイェーク・ラプラオ駅[7]
  - 12月4日 【開業】ハーイェーク・ラプラオ駅 - カセサート大学駅[8]
- 2020年
  - 6月5日 【開業】カセサート大学駅　-　ワット・プラシーマハタート駅[9]
  - 12月16日【開業】ワット・プラシーマハタート駅　-　クーコット駅[10]

## 車両
全編成とも4両編成。シーロム線の車両とは共通仕様。

## 駅一覧
順序は北から
| 駅 番号 | 駅名                                                                          | タイ語駅名           | 駅間キロ         | 累計キロ         | 接続路線・備考                                                   | 所在地                 | 所在地                       |
| ------- | ----------------------------------------------------------------------------- | -------------------- | ---------------- | ---------------- | ---------------------------------------------------------------- | ---------------------- | ---------------------------- |
| N28     | ウォンウエーンロープノークタワンオーク駅                                      | วงแหวนรอบนอกตะวันออก  | 計画中（未着工） | 計画中（未着工） | 計画中（未着工）                                                 | パトゥムターニー県     | ラムルークカー郡             |
| N27     | クローンハー駅 （第5運河駅）                                                  | คลองห้า               | 計画中（未着工） | 計画中（未着工） | 計画中（未着工）                                                 | パトゥムターニー県     | ラムルークカー郡             |
| N26     | クローンシー駅 （第4運河駅）                                                  | คลองสี่                | 計画中（未着工） | 計画中（未着工） | 計画中（未着工）                                                 | パトゥムターニー県     | ラムルークカー郡             |
| N25     | クローンサーム駅 （第3運河駅)                                                 | คลองสาม              | 計画中（未着工） | 計画中（未着工） | 計画中（未着工）                                                 | パトゥムターニー県     | ラムルークカー郡             |
| N24     | クーコット駅                                                                  | คูคต                  |                  |                  | 2020年12月16日開業                                               | パトゥムターニー県     | ラムルークカー郡             |
| N23     | イェークコーポーオー駅 （コーポーオー交差点駅）                               | แยก คปอ              |                  |                  | 2020年12月16日開業                                               | バンコク都             | ドーンムアン区               |
| N22     | ピピッタパンコーンタップアーカート駅 （空軍博物館駅）                         | พิพิธภัณฑ์กองทัพอากาศ     |                  |                  | 2020年12月16日開業                                               | バンコク都             | サーイマイ区                 |
| N21     | ロンパヤバーン・プミポンアドゥンヤデート駅 （プミポンアドゥンヤデート病院駅） | โรงพยาบาลภูมิพลอดุลยเดช |                  |                  | 2020年12月16日開業                                               | バンコク都             | サーイマイ区                 |
| N20     | サパーンマイ駅                                                                | สะพานใหม่             |                  |                  | 2020年12月16日開業                                               | バンコク都             | バーンケーン区               |
| N19     | サーイユット駅                                                                | สายหยุด               |                  |                  | 2020年12月16日開業                                               | バンコク都             | バーンケーン区               |
| N18     | パホンヨーティン59駅                                                          | พหลโยธิน 59           |                  |                  | 2020年12月16日開業                                               | バンコク都             | バーンケーン区               |
| N17     | ワット・プラシーマハタート駅                                                  | วัดพระศรีมหาธาตุ        |                  |                  | 2020年6月5日開業 ■ピンクライン（PK16）                           | バンコク都             | バーンケーン区               |
| N16     | グロム・タハーンラープティ11駅 （第11歩兵連隊駅）                             | กรมทหารราบที่ 11       |                  |                  | 2020年6月5日開業                                                 | バンコク都             | バーンケーン区               |
| N15     | バーンブア駅                                                                  | บางบัว                |                  |                  | 2020年6月5日開業                                                 | バンコク都             | チャトゥチャック区           |
| N14     | グロム・パーマイ駅 （森林局駅）                                               | กรมป่าไม้              |                  |                  | 2020年6月5日開業                                                 | バンコク都             | チャトゥチャック区           |
| N13     | カセサート大学駅                                                              | มหาวิทยาลัยเกษตรศาสตร์  |                  |                  | 2019年12月4日開業 ■ブラウンライン（英語版）（計画中）            | バンコク都             | チャトゥチャック区           |
| N12     | セーナーニコム駅                                                              | เสนานิคม              |                  |                  | 2019年12月4日開業                                                | バンコク都             | チャトゥチャック区           |
| N11     | ラチャヨーティン駅                                                            | รัชโยธิน               |                  |                  | 2019年12月4日開業                                                | バンコク都             | チャトゥチャック区           |
| N10     | パホンヨーティン24駅                                                          | พหลโยธิน 24           |                  |                  | 2019年12月4日開業 ■イエローライン（延伸計画中）                  | バンコク都             | チャトゥチャック区           |
| N9      | ハーイェーク・ラプラオ駅 （ラプラオ五叉路駅）                                 | ห้าแยกลาดพร้าว         |                  |                  | 2019年8月9日開業 ■ブルーライン パホンヨーティン駅(BL14)          | バンコク都             | チャトゥチャック区           |
| N8      | モーチット駅                                                                  | หมอชิต                | -                | 0.0              | ■ブルーライン チャトゥチャック公園駅(BL13)                       | バンコク都             | チャトゥチャック区           |
| N7      | サパーンクワーイ駅                                                            | สะพานควาย            | 1.7              | 1.7              |                                                                  | バンコク都             | パヤータイ区                 |
| N6      | セーナールアム駅 ※予定駅、未開業                                              | เสนาร่วม              |                  |                  | 計画中                                                           | バンコク都             | パヤータイ区                 |
| N5      | アーリー駅                                                                    | อารีย์                 | 1.65             | 3.35             |                                                                  | バンコク都             | パヤータイ区                 |
| N4      | サナームパオ駅                                                                | สนามเป้า              | 0.83             | 4.18             |                                                                  | バンコク都             | パヤータイ区                 |
| N3      | アヌサーワリーチャイサモーラプーム駅 （戦勝記念塔駅）                         | อนุเสาวรีย์ชัยสมรภูมิ      | 1.28             | 5.46             |                                                                  | バンコク都             | ラーチャテーウィー区         |
| N2      | パヤータイ駅                                                                  | พญาไท                | 0.73             | 6.19             | ■エアポート・レール・リンク(A8) ■ライトレッドライン・■国鉄東本線 | バンコク都             | ラーチャテーウィー区         |
| N1      | ラーチャテーウィー駅                                                          | ราชเทวี               | 0.62             | 6.81             | ■オレンジライン（OR07）（計画中）                                | バンコク都             | ラーチャテーウィー区         |
| CEN     | サイアム駅                                                                    | สยาม                 | 0.98             | 7.79             | ■シーロム線                                                      | バンコク都             | パトゥムワン区               |
| E1      | チットロム駅                                                                  | ชิดลม                 | 0.97             | 8.76             |                                                                  | バンコク都             | パトゥムワン区               |
| E2      | プルンチット駅                                                                | เพลินจิต               | 0.65             | 9.41             | ■ライトブルーライン（計画中）                                    | バンコク都             | パトゥムワン区               |
| E3      | ナーナー駅                                                                    | นานา                 | 0.77             | 10.18            |                                                                  | バンコク都             | ワッタナー区                 |
| E4      | アソーク駅                                                                    | อโศก                 | 0.66             | 10.84            | ■ブルーライン スクムウィット駅(BL22)                             | バンコク都             | ワッタナー区                 |
| E5      | プロームポン駅                                                                | พร้อมพงษ์              | 1.25             | 12.09            |                                                                  | バンコク都             | ワッタナー区                 |
| E6      | トンロー駅                                                                    | ทองหล่อ               | 1.17             | 13.26            | ■グレーライン（英語版）（計画中）                                | バンコク都             | ワッタナー区                 |
| E7      | エカマイ駅                                                                    | เอกมัย                | 0.88             | 14.14            |                                                                  | バンコク都             | ワッタナー区                 |
| E8      | プラカノン駅                                                                  | พระโขนง              | 0.82             | 14.96            |                                                                  | バンコク都             | ワッタナー区                 |
| E9      | オンヌット駅                                                                  | อ่อนุช                 | 1.53             | 16.49            |                                                                  | バンコク都             | ワッタナー区                 |
| E10     | バーンチャーク駅                                                              | บางจาก               | 0.09             | 16.58            | 2011年8月12日開業                                                | バンコク都             | プラカノーン区               |
| E11     | プナウィティ駅                                                                | ปุณณวิถี                | 0.92             | 17.5             | 2011年8月12日開業                                                | バンコク都             | プラカノーン区               |
| E12     | ウドムスック駅                                                                | อุดมสุข                | 1.09             | 18.59            | 2011年8月12日開業                                                | バンコク都             | バーンナー区                 |
| E13     | バーンナー駅                                                                  | บางนา                | 1.4              | 19.99            | 2011年8月12日開業 ■LRTシルバーライン(英語版)（計画中）           | バンコク都             | バーンナー区                 |
| E14     | ベーリング駅                                                                  | แบริ่ง                 | 0.83             | 20.82            | 2011年8月12日開業                                                | バンコク都             | バーンナー区                 |
| E15     | サムロン駅                                                                    | สำโรง                | 1.78             | 22.6             | 2017年4月3日開業 ■イエローライン（YL25）                         | サムットプラーカーン県 | ムアンサムットプラーカーン郡 |
| E16     | プーチャオ駅                                                                  | ปู่เจ้า                 | 1.07             | 23.67            | 2018年12月6日開業                                                | サムットプラーカーン県 | ムアンサムットプラーカーン郡 |
| E17     | チャーン・エラワン駅                                                          | ช้างเอราวัณ            | 1.91             | 25.58            | 2018年12月6日開業                                                | サムットプラーカーン県 | ムアンサムットプラーカーン郡 |
| E18     | ロンリアン・ナーイルア駅 （海軍兵学校駅）                                     | โรงเรียนนายเรือ        | 1.52             | 27.1             | 2018年12月6日開業                                                | サムットプラーカーン県 | ムアンサムットプラーカーン郡 |
| E19     | パクナム駅                                                                    | ปากน้ำ                | 0.75             | 27.85            | 2018年12月6日開業                                                | サムットプラーカーン県 | ムアンサムットプラーカーン郡 |
| E20     | シーナカリン駅                                                                | ศรีนครินทร์             | 1.78             | 29.63            | 2018年12月6日開業                                                | サムットプラーカーン県 | ムアンサムットプラーカーン郡 |
| E21     | プレークサー駅                                                                | แพรกษา               | 0.9              | 30.53            | 2018年12月6日開業                                                | サムットプラーカーン県 | ムアンサムットプラーカーン郡 |
| E22     | サーイルワット駅                                                              | สายลวด               | 0.79             | 31.32            | 2018年12月6日開業                                                | サムットプラーカーン県 | ムアンサムットプラーカーン郡 |
| E23     | ケーハ駅                                                                      | เคหะฯ                | 1.19             | 32.51            | 2018年12月6日開業                                                | サムットプラーカーン県 | ムアンサムットプラーカーン郡 |
| E24     | サワンカニワット駅                                                            | สวางคนิวาส            | 計画中（未着工） | 計画中（未着工） | 計画中（未着工）                                                 | サムットプラーカーン県 | ムアンサムットプラーカーン郡 |
| E25     | ムアン・ボーラン駅                                                            | เมืองโบราณ            | 計画中（未着工） | 計画中（未着工） | 計画中（未着工）                                                 | サムットプラーカーン県 | ムアンサムットプラーカーン郡 |
| E26     | シチャンプラディット駅                                                        | ศรีจันทร์ประดิษฐ์         | 計画中（未着工） | 計画中（未着工） | 計画中（未着工）                                                 | サムットプラーカーン県 | ムアンサムットプラーカーン郡 |
| E27     | バーンプー駅                                                                  | บางปู                 | 計画中（未着工） | 計画中（未着工） | 計画中（未着工）                                                 | サムットプラーカーン県 | ムアンサムットプラーカーン郡 |

## 延伸計画
- クーコット駅 - ウォンウエーンロープノークタワンオーク駅（未着工。時期未定）
- ケーハ駅 - バンプー駅（未着工。時期未定）